# استیو هوفلین
استیون ام. هوفلین (به انگلیسی: Steven Hoefflin) دارای مدرک دکترای پزشکی، عضو کالج جراحان آمریکا و جراح پلاستیک است. وی را بیشتر برای انجام جراحی زیبایی بر روی مایکل جکسون و الیزابت تیلور می‌شناسند. هوفلین نزدیک به سی سال است که در سنتا مونیکا، کالیفرنیا مشغول جراحی زیبایی است.